# Pavel Posád
Pavel Posád (* 28. června 1953, Budkov) je pomocný biskup českobudějovický a bývalý 19. biskup litoměřický (2004–2008), probošt katedrální kapituly u sv. Mikuláše v Českých Budějovicích.

## Život

### Studium a kněžské začátky
Narodil se v roce 1953 v Budkově, pochází ze sedmi sourozenců.
Docházel na základní školu v Budkově a posléze vystudoval gymnázium v Moravských Budějovicích. V roce 1972 nastoupil na CMBF v Litoměřicích. V roce 1977 byl biskupem Josefem Vranou vysvěcen na kněze. Kněžskou službu vykonával po tři roky jako kaplan nejdříve v Pozořicích, potom v Brně-Židenicích a v Lomnici u Tišnova. Od roku 1980 působil jako farář v Ratíškovicích na Hodonínsku. Po dvou letech byl na žádost tehdejší státní správy přeložen do pohraniční farnosti Drnholec na Břeclavsku. V roce 1989 byl ustanoven duchovním správcem v Třešti.

### Biskupská služba

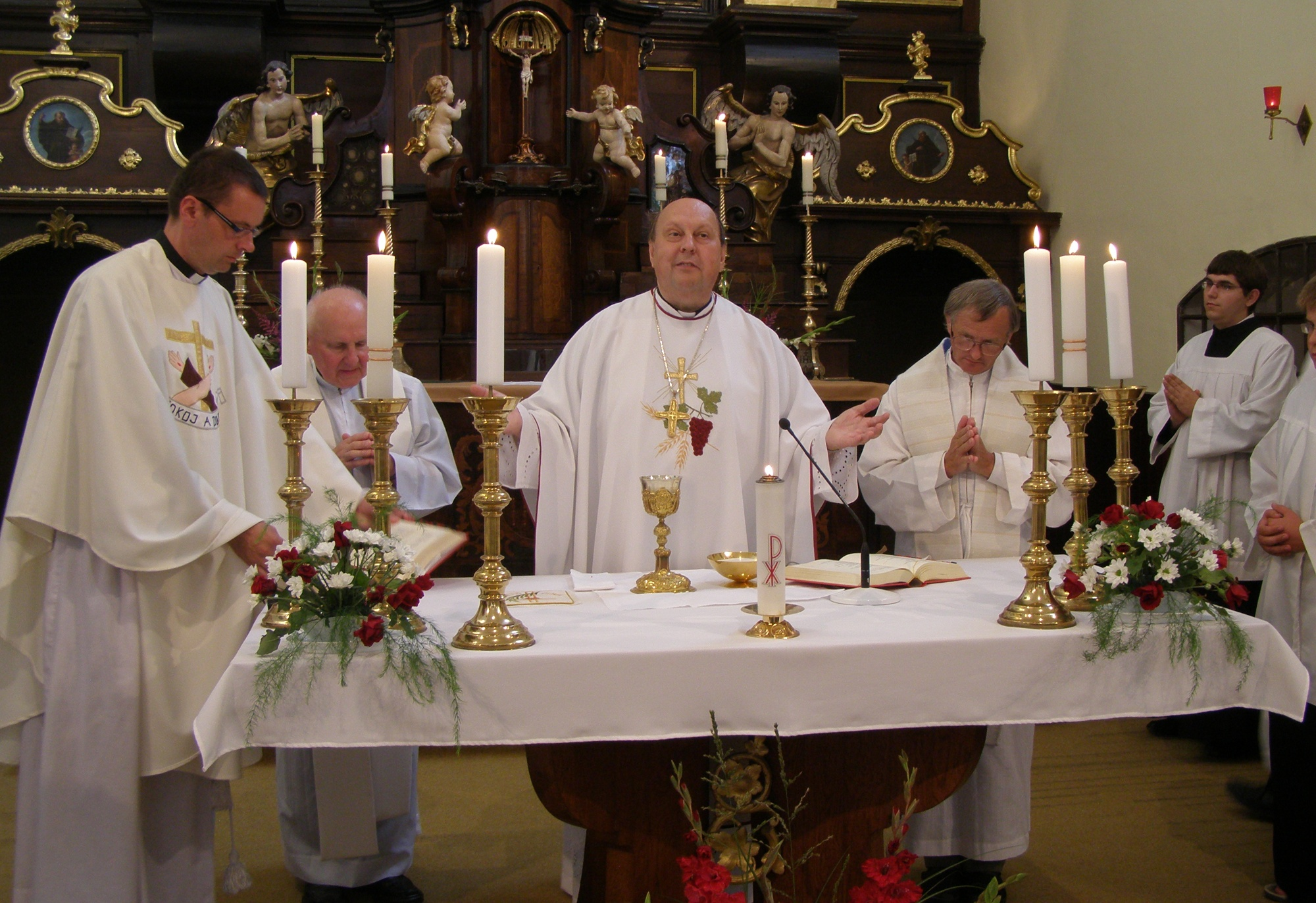
Biskup Pavel Posád celebruje mši

Po pádu komunistické totality se stal farářem u sv. Tomáše v Brně. Po třech letech byl jmenován spirituálem olomouckého Arcibiskupského kněžského semináře. Krom výchovy bohoslovců se věnoval trvalé formaci kněží a trvalých jáhnů brněnské diecéze a vedl duchovní cvičení (exercicie). 24. prosince 2003 jej papež Jan Pavel II. jmenoval 19. biskupem litoměřickým. Vysvěcen na biskupa byl 28. února 2004.
Dne 6. listopadu 2004 Svatý stolec rozhodl, že kvůli přetrvávajícím zdravotním potížím biskupa Posáda bude pro jeho diecézi jmenován apoštolský administrátor. Stal se jím královéhradecký biskup Dominik Duka.
Posád byl však nemocný jen do začátku září 2004. „Jmenování Dominika Duky bylo v podstatě se zpožděním, kdy už jsem byl zdráv. Svůj dobrý zdravotní stav jsem opakovaně doložil přímo papeži,“ uvedl Posád.
Dne 26. ledna 2008 byl ze své funkce odvolán a jmenován titulárním biskupem ptujským a pomocným biskupem českobudějovickým. Přijal nový znak, ve kterém se objevily symboly města Ptuj – „ptujský kříž“ v 1. a 4. poli štítu erbu.
Jeho odvolání z úřadu litoměřického biskupa vzbudilo mezi některými věřícími značné rozhořčení, neboť si svou prací za 5 let biskupské služby získal mezi věřícími značnou oblibu. Od 1. února 2009 se stal rovněž prezidentem Charity Česká republika, jímž je dosud.

## Galerie

Znak biskupa Pavla Posáda jako 19. litoměřického biskupa
Znak biskupa Pavla Posáda s „ptujským“ křížem, užívaný od 26. ledna 2008
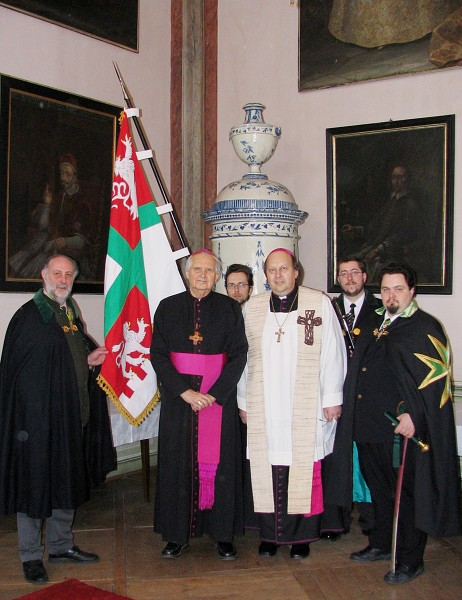
Jan J. Dobrzensky, Mons. Josef Koukl, Mons. Pavel Posád a Miroslav Šantin, velitel severočeské delegace řádu sv. Lazara (Litoměřice, 2005)